# کریستین تیلور (دونده)
کریستیَن تِیلور (به انگلیسی: Christian Taylor) (زادهٔ ۱۸ ژوئن ۱۹۹۰) ورزش‌کار دو و میدانی اهل ایالات متحده آمریکا است که در پرش سه‌گام و پرش طول فعالیت می‌کند.
تیلور در المپیک ۲۰۱۲ لندن و ۲۰۱۶ ریو دو ژانیرو در پرش سه‌گام به مدال طلا دست یافت. هم‌چنین، در مسابقات جهانی در سال‌های ۲۰۱۱ دائگو و ۲۰۱۵ پکن در این رشته قهرمان شد و در مسابقات جهانی داخل سالن ۲۰۱۲ مدال نقره کسب کرد.